# Xerraire cua-roig
El xerraire cua-roig (Trochalopteron milnei) és un ocell de la família dels leiotríquids (Leiothrichidae).

## Hàbitat i distribució
Habita la selva pluvial, matolls, vegetació secundària i pastures dels Himàlaies al nord-est i est de Myanmar, sud de la Xina a l'oest i sud de Yunnan, Kwangsi, Kweichow i nord-oest de Fukien, nord-oest de Tailàndia, nord i sud de Laos, i nord del Vietnam a Tonquín.